# Christine Edmaier
Christine Edmaier (* 1961 in Stuttgart) ist eine deutsche Architektin. Sie war von 2013 bis 2021 Präsidentin der Architektenkammer Berlin.

## Leben
Christine Edmaier ist freischaffende Architektin und Mitglied im Bund Deutscher Architekten (BDA). Sie gehört der Vertreterversammlung sowie dem Landeswettbewerbsausschuss der Architektenkammer Berlin an. 2003 wurde Edmaier zur Vorsitzenden des BDA Landesverband Berlin ernannt. Anschließend wurde sie 2009 Vizepräsidentin der Architektenkammer Berlin. Von 2013 bis 2021 war Edmaier Präsidentin der Architektenkammer Berlin.
Edmaier studierte von 1981 bis 1987 Architektur an der Hochschule der Künste Berlin, der heutigen UdK. Während ihrer Studienzeit führte sie ein einjähriger Aufenthalt nach Italien an die Università Iuav di Venezia (I.U.A.V). Im Anschluss an ihr Studium gründet sie zunächst ein Architekturbüro mit Christian Kennerknecht. Bereits ab 1989 erhielt sie verschiedene Lehraufträge an der Technischen Universität Berlin. Hier war sie am Fachgebiet für Landschaftsplanung und Fachgebiet für Stadt- und Regionalplanung tätig. Dozenturen führten sie auch ins Ruhrgebiet. Als Gastprofessorin lehrte Edmaier Städtebaulichen Entwurf und Urban Design an der Kunsthochschule Berlin-Weißensee in den Jahren 1996 bis 1997.
1992 gründete Edmaier ihr Büro für Architektur und Städtebau in Berlin. Ihre Arbeiten wurden mehrfach ausgezeichnet. Seit 2015 ist Edmaier Partnerin von S.E.K. Architektinnen – Säum Edmaier Krischan Part mbB. In Kooperation arbeiten die drei Architektinnen Dortje Säum, Christine Edmaier und Sabine Krischan an Wettbewerben und Bauaufträgen.

## Werk (Auswahl)

### Kleine Fleetinsel
In den 1990er-Jahren entstand in Hamburg im Stadtteil Allermöhe ein Neubaugebiet für 20.000 Einwohner: Der Bezirk Neuallermöhe West. Im Jahr 1994 gewann Edmaier den 1. Preis im städtebaulichen Wettbewerb für zwei ihrer Beiträge. Auch im Realisierungswettbewerb war sie erfolgreich: Nach ihren Entwürfen wurden 30 Reihenhäuser, das Projekt Kleine Fleetinsel, umgesetzt und bis 1998 fertig gestellt. Diese orientieren sich an den Wasserläufen in Allermöhe, sogenannten Fleeten. Als Fleet werden natürliche oder künstlich angelegte Entwässerungsgräben im Elbmarschland, d. h. dem natürlichen Überschwemmungsgebiet der Elbe, bezeichnet. Das Projekt wurde mit dem BDA-Preis Hamburg (3. Rang) ausgezeichnet.

### Feste Burg
In einem Bauwagen begann 1995 die Gemeindearbeit im Neubaugebiet Neu-Allermöhe-West in Hamburg. 1996 gewann Christine Edmaier den 1. Preis im Wettbewerb für ein ökumenisches Gemeindezentrum. Das Projekt Feste Burg wurde in den Jahren 1999 bis 2001 realisiert. Es zeichnet sich durch seine Lage in der grünen Mitte des Neubaugebiets an einem See aus. Markant ist die Verkleidung des Baukörpers mit massiven Felssteinen aus der Landmark. Das Gemeindezentrum wurde mit dem BDA-Preis Hamburg (2. Rang) sowie mit dem Verzinkerpreis geehrt.

### Am Wildpfad
Das Mehrfamilienhaus am Wildpfad im Bezirk Berlin-Grunewald ist ein viergeschossiges Wohngebäude mit sieben Wohneinheiten, welches 2009 fertig gestellt wurde. Die Fassade zur Straßenseite wird durch die durchlaufenden Geländer der Terrassen aus grünlichem Glas geprägt. Im Kontrast hierzu steht der massiver Schornstein aus Kalksandstein – aufgrund seiner grünen Färbung nimmt er wieder die Farbigkeit der Geländer auf. Das Wohnhaus zeichnet sich durch seine Großzügigkeit aus – hohe Fenster, weitläufige Terrassen, repräsentatives Treppenhaus. Beheizt wird es jedoch ausschließlich durch Wärmepumpe und Erdsonde.

## Präsidentschaft
Als Präsidentin der Architektenkammer Berlin prägte Christine Edmaier den Architekturdiskurs in der Berliner Öffentlichkeit maßgeblich.
Sie setzte sich für ein pluralistisches Erscheinungsbild der Architektur in Berlin ein – und damit einhergehend für ein verbessertes Wettbewerbswesen. Dies zeigt sich in ihrer mehrfach in den Medien geäußerten Kritik an monotonen Gestaltung rund um den Berliner Hauptbahnhof und der Planung der dortigen Europacity: Dass diese sich sehr stark an der Berliner Blockrandbebauung orientiere, „schränkt die gestalterischen Spielräume ein und lässt kaum komplexere Bauformen mit innovativen Erschließungsmodellen und hoher Dichte zu“, so Edmaier in einem Interview mit dem Tagesspiegel. Des Weiteren problematisch sieht sie die Vergabe der Aufträge an große Investoren. „Etwas mehr Kleinteiligkeit und Vielfalt der Akteure wäre an diesem Ort sicher besser gewesen, (...) heute würde man das wohl anders planen, dichter und sozial ausgewogener.“
Weiterer Themenschwerpunkt Edmaiers Präsidentschaft war die gute Vertretung der Architektenkammer und des Berufsstandes in der Öffentlichkeit. Beispielsweise ist hier die Organisation des jährlich stattfindenden Tag der Architektur durch die Architektenkammer zu nennen, in dessen Beirat Edmaier sitzt. Edmaier ist auch Mitglied im Arbeitskreis Kommunikation und Medien der Architektenkammer. Dieser wirbt unter anderem für „qualitätvolle Planungs- und Architektenleistungen in der Gesellschaft, insbesondere bei Institutionen, Ministerien, Stiftungen und Verbänden" und arbeitet an der "Entwicklung von Konzepten für die Architekturvermittlung“.
Als Präsidentin der Architektenkammer arbeitete Edmaier mit der Senatsverwaltung Berlin zusammen. Als Expertin war sie zum Beispiel Mitglied in der Facharbeitsgruppe Schulraumqualität. Diese wurde 2016 von der Berliner Bildungssenatorin Sandra Scheeres und Stadtentwicklungssenatorin Katrin Lompscher eingerichtet. Der Ergebnisbericht der Arbeitsgruppe ist ein Plädoyer für modernen Schulbau als Lern- und Lebensort. Auch beim Neubau von Schulen setzt sich Edmaier für offenes Wettbewerbswesen ein, sodass gerade auch kleinere Büros mitwirken können. Nur so könne das „Potential des Berufsstandes zur Findung städtebaulich optimierter, wirtschaftlicher und zukunftsweisender Konzepte“ genutzt werden.

## Preise (Auswahl)
Zu Wettbewerben, die Christine Edmaier zum Teil in Kooperation gewonnen hat, gehören:
- 1994: Neubauviertel Hamburg-Neuallermöhe, Kleine Fleetinsel und Stadtkante, 1. Preis im städtebaulichen Wettbewerb
- 1996: Kleine Fleetinsel, 1. Preis im Realisierungswettbewerb und BDA-Preis Hamburg, 3. Preisrang
- 1996: Gemeindezentrum FesteBurg: Verzinkerpreis, BDA-Preis Hamburg (2. Preisrang) und Wahl zum Bauwerk des Jahres (Öffentlicher Bau) vom Architekten- und Ingenieursverein Hamburg
- 2001: Sportgebäude im Blankensteinpark, 1. Preis
- 2002: NINO-Areal in Nordhorn, 1. Preis
- 2002: ZOB Zentraler Omnibusbahnhof in München, Ankauf
- 2003: Regierungsstandort Henning-von-Treskow-Straße in Potsdam, 2. Preis
- 2005: Anbindung Ringcenter Nordhorn, 1. Preis (siehe realisierte Projekte)
- 2009: Östlicher Luisenblock in Berlin-Mitte, Ankauf
- 2012: Wohnen am Volkspark Helmbrechts, Städtebaulicher Wettbewerb, 2. Preis
- 2011: newPark in Datteln, 1. Preis
- 2012: Wohnen in der Speicherstadt Hamburg, Anerkennung
- 2017: Erweiterung Landratsamt Görlitz, 1. Preis (mit S.E.K. Architektinnen)

## Mitgliedschaften
- Bund Deutscher Architekten
- Vorstand Architektenkammer Berlin
- Vertreterversammlung Architektenkammer Berlin
- Landeswettbewerbsausschuss der Architektenkammer Berlin
- Bundesstiftung Baukultur